# Ямзин, Ефим Исакович
Ефим Исакович Ямзин — советский государственный и политический деятель.

## Биография
Родился в 1923 году в посёлке Нори. Член ВКП(б).
С 1940 года — на хозяйственной, общественной и политической работе. В 1940—1964 гг. — продавец,
заведующий райбюро загса в посёлке Ныда, участник Великой Отечественной войны, в РККА, командир орудия 1-й батареи
1031-й отдельной зенитной дивизии, пропагандист, секретарь Тазовского РК КПСС, секретарь окружкома КПСС, заместитель председателя окрисполкома, 1-й секретарь Ямальского РК КПСС, председатель исполкома Ямальского района.
Избирался депутатом Верховного Совета СССР 4-го созыва.

## Комментарии
1. ↑  Ныне — в Надымском районе Ямало-Ненецкого автономного округа, Россия.